# Al-Tignari
Al-Tignari ( en árabe: الطغنري‎   , pronunciado /al.tˤiɣ.na.riː/ ; nombre completo: Abu Abdullah Muhammad ibn Malik al-Murri al-Tighnari al-Gharnati أبو عبد الله محمد بن مالك المُرِّي الطِّغْنَري الغرناطي ;   fl. 1075–1118 ) fue un agrónomo, botánico, poeta, viajero y médico árabe musulmán de al-Ándalus. Al-Tignari escribió un tratado de agronomía titulado Zuhrat al-Bustān wa-Nuzhat al-Adhhān ( ' La gloria del jardín y la recreación de las mentes ' ). En el libro, describe su viaje a Oriente Medio y comparte sus observaciones sobre la agricultura y otros temas.
Al-Tignari viajó mucho y escribió sus aventuras en su libro. Visitó muchos lugares, como varias ciudades de al-Andalus, Salé (Marruecos), el fuerte de Bani Hammad (Argelia) y Egipto. También fue al Hiyaz y realizó el Hayy. En sus escritos, describió lo que vio en cada lugar. Por ejemplo, escribió sobre lo mucho que crecían los árboles en Egipto y cómo se excavaba el Pozo de Abraham en Palestina.

## Biografía
Al-Tignari nació en el seno de una familia de Banu Murra, en el pequeño y desaparecido pueblo de Tignar, situado entre los actuales Albolote y Maracena, en la provincia de Granada (actual España). Se desconoce el año de su nacimiento y de su muerte, pero estuvo vivo entre 1075 y 1118.
Al-Tignari fue un literato y poeta que vivió en la época de la dinastía zirí bajo el mandato de Abdallah ibn Buluggin. Fue una de las muchas personalidades granadinas que se trasladaron a la taifa de Almería, probablemente por desavenencias con el gobernante. Formó parte del grupo de poetas y científicos de la corte real de los Banu Sumadih. En los jardines de la residencia real, al-Sumadihiyya, realizó diferentes tipos de experimentos agrícolas.
Al-Tignari se trasladó a Sevilla tras la conquista de Granada por parte de los almorávides y se dice que continuó allí sus estudios en 1100. En Sevilla, formó parte del grupo de agrónomos y botánicos de Ibn Bassal.
A continuación, Al-Tignari viajó a varias ciudades de al-Ándalus, el norte de África y Oriente. Dado que se le menciona como al-Hayy al-Garnati en el tratado de agronomía de Ibn al-Awwam, es probable que hiciera el Hayy en algún momento. Más tarde, tras recorrer varios lugares del norte de África y Oriente, regresó a al-Ándalus y viviría alternativamente en Granada y Sevilla.
Escribió un tratado de agronomía titulado Zuhrat al-Bustān wa-Nuzhat al-Adhhān ( en árabe: زهرة البستان ونزهة الأذهان‎, lit. 'La gloria del jardín y la recreación de las mentes'  ) para el príncipe almorávide Tamim, hijo de Yusuf Ibn Tashufin. El príncipe Tamim fue gobernador de la provincia de Granada y mecenas de Al-Tignari y otros agrónomos y botánicos. En la descripción que hace Expiración García Sánchez de Al-Tignari, lo describe como un "buen escritor" con un estilo escueto y conciso. Aunque sólo dispone de fragmentos de su poesía y su prosa, cree que son un buen indicio de su capacidad de escritura. También sugiere que podría haber sido médico, basándose en el detallado conocimiento de la medicina que muestra en su tratado, pero no tiene ninguna prueba segura de que ejerciera esta habilidad.
Ibn Bassam e Ibn Al-Jatib escribieron poemas sobre Al-Tignari en su época.
Al-Tignari murió en Granada y fue enterrado allí. Ordenó que en su tumba se escribiera:

Oh, amigo mío, si visitas mi tumba 
Encontrarás algo de la tierra de mi tumba entre mis costillas
El sonido tenía miedo de hablar, pero cualquier discurso se considera fuerte
Mis ojos vieron las maravillas, pero 

Cuando la muerte separó mi cuerpo y mi alma

## Agronomía y jardinería
Al-Tignari escribió una obra sobre agronomía, Zuhrat al-Bustān wa-Nuzhat al-Adhhān (en árabe: زهرة البستان ونزهة الأذهان‎, lit. 'La gloria del jardín y la recreación de las mentes')  en 1100. Se dedicó al gobernador almorávide de Granada, Abu Tahir Tamim ibn Yusuf Ibn Tashufin. El texto original tenía 12 libros y 360 capítulos, pero hoy sólo se conoce una versión incompleta. Existen como mucho once copias de la obra, a las que les falta la primera parte. El contenido de la obra es en gran medida similar al de otras obras andalusíes sobre agricultura. El libro es una guía sistemática de la ciencia agronómica que incluye un calendario astronómico y meteorológico, valiosas informaciones lingüísticas, toponímicas y botánicas y, al final de cada ficha de una planta o árbol concreto, un apartado sobre sus propiedades, tanto beneficiosas como perjudiciales, desde el punto de vista terapéutico y dietético. Comienza discutiendo diferentes tipos de suelo, fertilizantes e hidrología, y luego brinda consejos prácticos sobre cómo administrar un hogar. Continúa con capítulos sobre el crecimiento de las plantas, que incluyen plantar, sembrar e injertar, así como también cómo lidiar con enfermedades y otras tareas agrícolas.
Comienza hablando de los diferentes tipos de suelo, de los fertilizantes y de la hidrología, y a continuación ofrece consejos prácticos sobre cómo gestionar un hogar. Sigue con capítulos sobre el crecimiento de las plantas, incluyendo la plantación, la siembra y el injerto, así como la forma de tratar las enfermedades y otras tareas agrícolas.

### Sus viajes por Oriente Medio
Al-Tignari describe en el libro sus viajes por numerosos lugares, mencionando, por ejemplo, la ciudad de Salé, en Marruecos, y la fortaleza de Bani Hammad, en Argelia. A continuación, se dirigió al este, a Egipto, y quizás desde allí al Hiyaz, en Arabia Saudí, y realizó el Hayy. En su escrito sobre la agricultura (al-Hina'), mencionó que visitó Egipto y vio cómo crecían los árboles allí, diciendo: "Lo vi en la tierra de Egipto, y en la tierra del Levante, que fue plantada hace 25 años, y los árboles crecieron en las piernas de un hombre como el hijo de Adán". Luego viajó a la tierra del Levante y visitó muchas de sus ciudades. Menciona que vio la ciudad de Ashkelon, una de las ciudades de Palestina, y describió el conocido pozo de Abraham. Fue testigo de cómo se excavaban los pozos y cómo se erigían las columnas sobre ellos. También mencionó Damasco más de una vez. Por ejemplo, en su discurso sobre el cultivo del hinojo, dijo "He visto hinojo en Damasco, Siria, en forma de hoja roja, y no lo he visto en ningún otro sitio". También señaló que visitó la ciudad de Alepo, en Siria, y vio lo que allí se plantaba, así como los métodos y formas de agricultura. Mencionó durante su escrito sobre el algodón que: "Y lo vi en Alepo durante un período de 30 años y más".

### Opiniones sobre sus obras
Era un poeta y un erudito. Ibn Bassam dijo: "No mencioné a este hombre excepto por versos de su poesía, y dos párrafos de su prosa, y se refirió al árbol con uno de sus frutos".
Sigue de cerca las técnicas descritas en La agricultura nabatea, aunque no sigue la parte teosófica que se desarrolla junto a ellas a lo largo de esta última obra. En el tratado de al-Tignari incluye relatos de experiencias personales, a veces contrastadas, de técnicas aprendidas en sus viajes por Siria y Túnez.
El libro también describe la fértil llanura de Granada, bordeada por altas mesetas. Estas mesetas son zonas de clima frío que se aprovechan para cultivar una variedad de trigo y otros cereales. En la franja costera que va de Almería a Málaga, hay cultivos que utilizan técnicas agrícolas similares a las que se emplean hoy en día para la caña de azúcar y algunos cultivos de cítricos.
Es posible que el último libro de la serie, que no figura en ninguno de los manuscritos existentes, estuviera dedicado a la cría de animales, como ocurre en tratados similares de Ibn al-'Awwam e Ibn Wafid, no es seguro.
Al-Tignari utiliza diversas fuentes. A su vez, fue utilizado como fuente por otros autores como Ibn al-'Awwam e Ibn Luyun.
Expiración García Sánchez describe la obra de Al-Tignari como sistemática y detallada. También dice que es un "texto específicamente andalusí" porque incluye muchos elementos sobre las prácticas agrícolas locales y los diversos tipos de plantas que se encuentran en las diferentes regiones de al-Andalus.

## enlaces externos
- El Proyecto de Textos Filāḥa: Al-Ṭighnarī

- Datos: Q20381707